# Godfried Schalken
Pour les articles homonymes, voir Schalken.
Godfried Schalken (ou Godfried Schalcken) (1643, Made – 16 novembre 1706, La Haye) est un peintre de genre et portraitiste néerlandais. Il est connu pour ses effets de lumière à la bougie de l'école des Fijnschilders de Leyde où il suit sa formation entre 1662 et 1665 dans l'atelier de Gérard Dou. Il reprend à ce dernier la technique du clair-obscur obtenu par l'éclairage d'une bougie.

## Biographie
Fils de pasteur, sa famille partit à Dordrecht en 1654, où son père devint directeur de l’École latine. Il y apprit la peinture auprès de Samuel van Hoogstraten. Il compléta ensuite sa formation à Leyde auprès de Gérard Dou vers 1662, mais il retourna à Dordrecht en 1665.
Il eut comme élèves Antoine Vreem (1660 Dordrecht -1681), Arnold Boonen (1669 Dordrecht -1729 Amsterdam) et Carel de Moor.
Après le départ de Maes d'Amsterdam en 1673, il devint le premier artiste de Dordrecht. Il peignit alors, non seulement des scènes de genre mais aussi des portraits des principaux personnages de la ville. En 1679, il épousa à Dordrecht, Françoise Van Diemen, de Breda.
Entre 1680 et 1690, il a eu une renommée internationale pour ses compositions élégantes et son rendu de la lumière artificielle et naturelle. Ses scènes avec des bougies étaient très recherchées, tant à Paris qu'en Allemagne et lui ont attiré un petits cercles de connaisseurs à La Haye. En 1691, bien qu'il continua à vivre à Dordrecht, il devint membre de la Pictura de La Haye.
L'année suivante, il partit à Londres, où il resta jusqu'en 1697 et travailla à la cour de Guillaume III, dont il réalise un portrait et plusieurs commandes importantes.
Il y peignit de nombreux portraits de nuit à la lumière artificielle pour la cour de Windsor.
Il revint à la Haye en 1698 et y acquit le statut de citoyen l'année suivante. Le mécénat de Jean Guillaume, électeur palatin, lui permit de se concentrer à la fin de sa carrière sur des sujets religieux, caractérisés par une technique sèche et des tonalités orange dure.
Il apparaît dans une nouvelle de Sheridan Le Fanu Un étrange évènement dans la vie du peintre Schalken (Dublin University Magazine Mai 1839) traduite dans le livre de Thierry Beherman.

## Œuvres
Ses premiers travaux furent très influencés par Dou et les Fijnschilders de l'Ecole de Leyde. Comme eux, il s'est spécialisé dans des scènes de genres méticuleuses de petite taille. Plus tard, à l'exemple de Frans van Mieris et de Netscher, il adopta des sujets plus élégants, avec une lumière plus présente et une technique moins précise.
- Une scène aux chandelles: un homme offrant une chaîne en or et des pièces à une fille assise sur un lit, 1665-70, Huile sur cuivre, 15 × 19 cm, National Gallery, Londres[2]
- Garçon avec un masque en pâte à crêpe, vers 1670-1680, peinture sur bois, 198 x 156 cm, Kunsthalle de Hambourg, Allemagne[3]
- Artiste et mannequin regardant une statue ancienne à la lampe, 1675-1680, huile sur toile, 44 × 35 cm, Collection particulière
- Jeune fille enfilant une aiguille près d'une bougie, fin des années 1670, huile sur chêne, 19 × 15 cm, Wallace Collection, Londres[4]
- Pygmalion, huile sur panneau de bois, 44 × 37 cm, Musée des Offices, Florence
- Salomé avec la tête de saint Jean-Baptiste, vers 1700, 116 × 86 cm, Musée des beaux-arts de Montréal[5]
- Homme avec une bougie allumée, vers 1700, huile sur panneau de bois, 70 × 55 cm, Museum Kunstpalast, Dusseldorf[6]
- Sainte Madeleine en prière, huile sur toile, 136,7 x 118,2 cm, musée des beaux-arts de Brest[7]

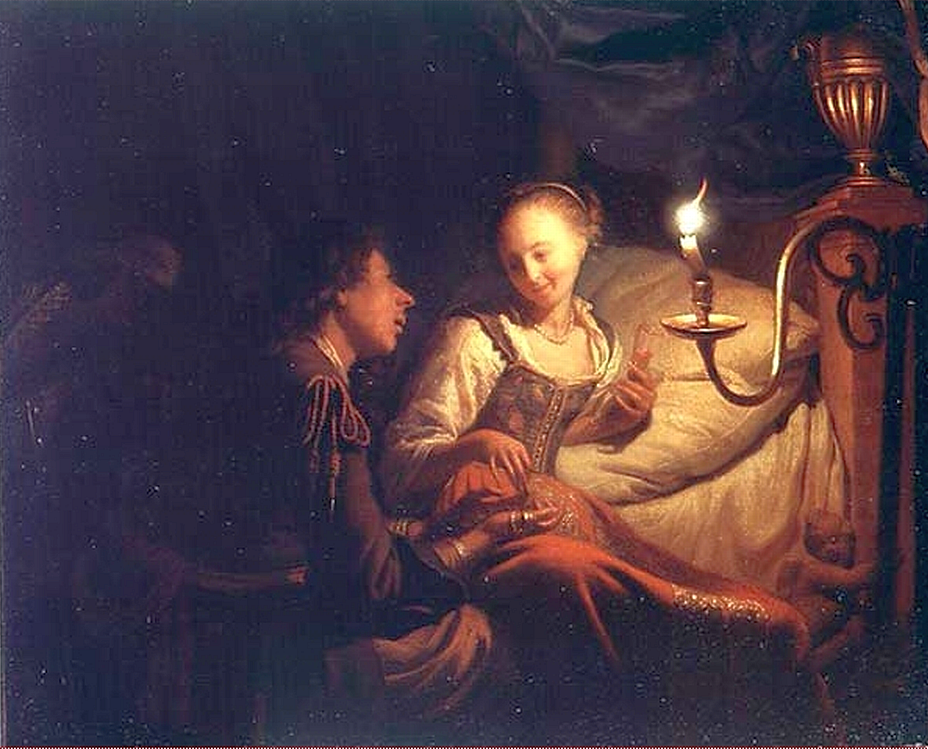
Homme offrant une chaîne, 1665-70 National Gallery, Londres
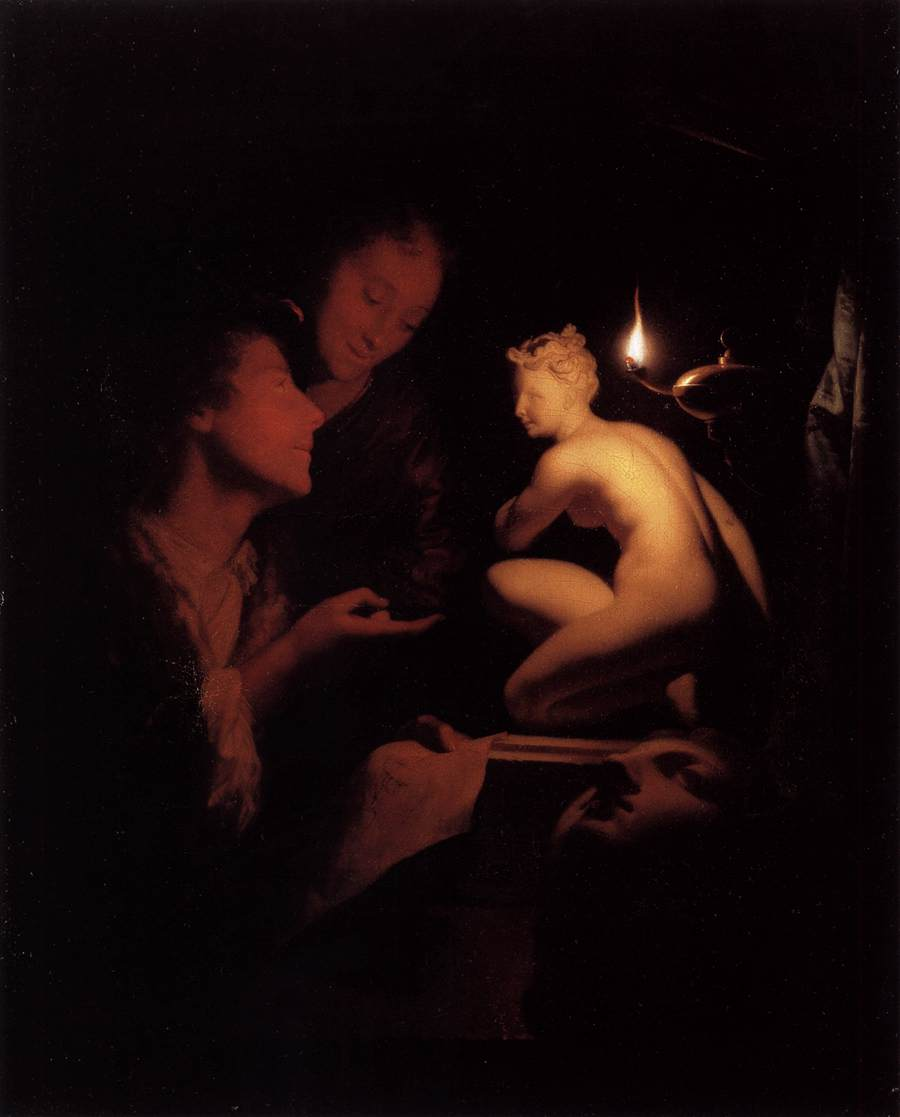
Artiste et modèle, 1675-1680 Collection particulière
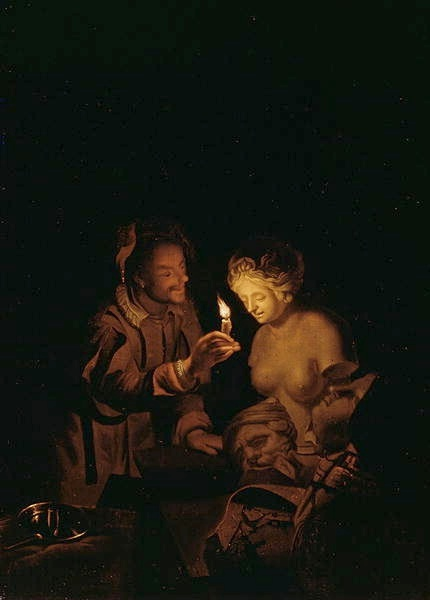
Pygmalion Musée des Offices
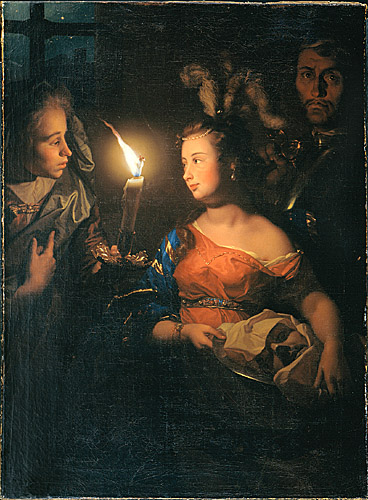
Salomé, vers 1700 Musée des beaux-arts de Montréal
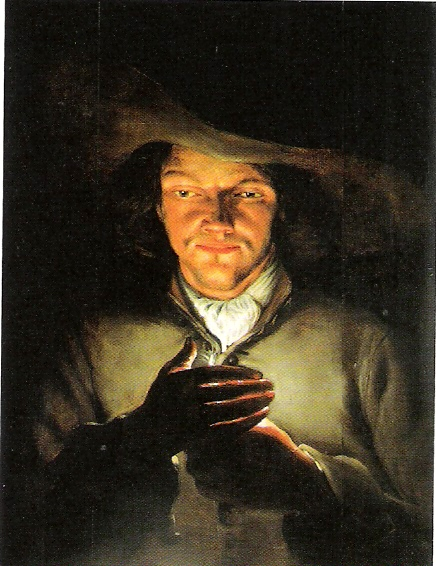
Homme à la bougie vers 1700, Düsseldorf